# Bouteloua americana
Bouteloua americana là một loài thực vật có hoa trong họ Hòa thảo. Loài này được (L.) Scribn. mô tả khoa học đầu tiên năm 1891.